# Sac à procès

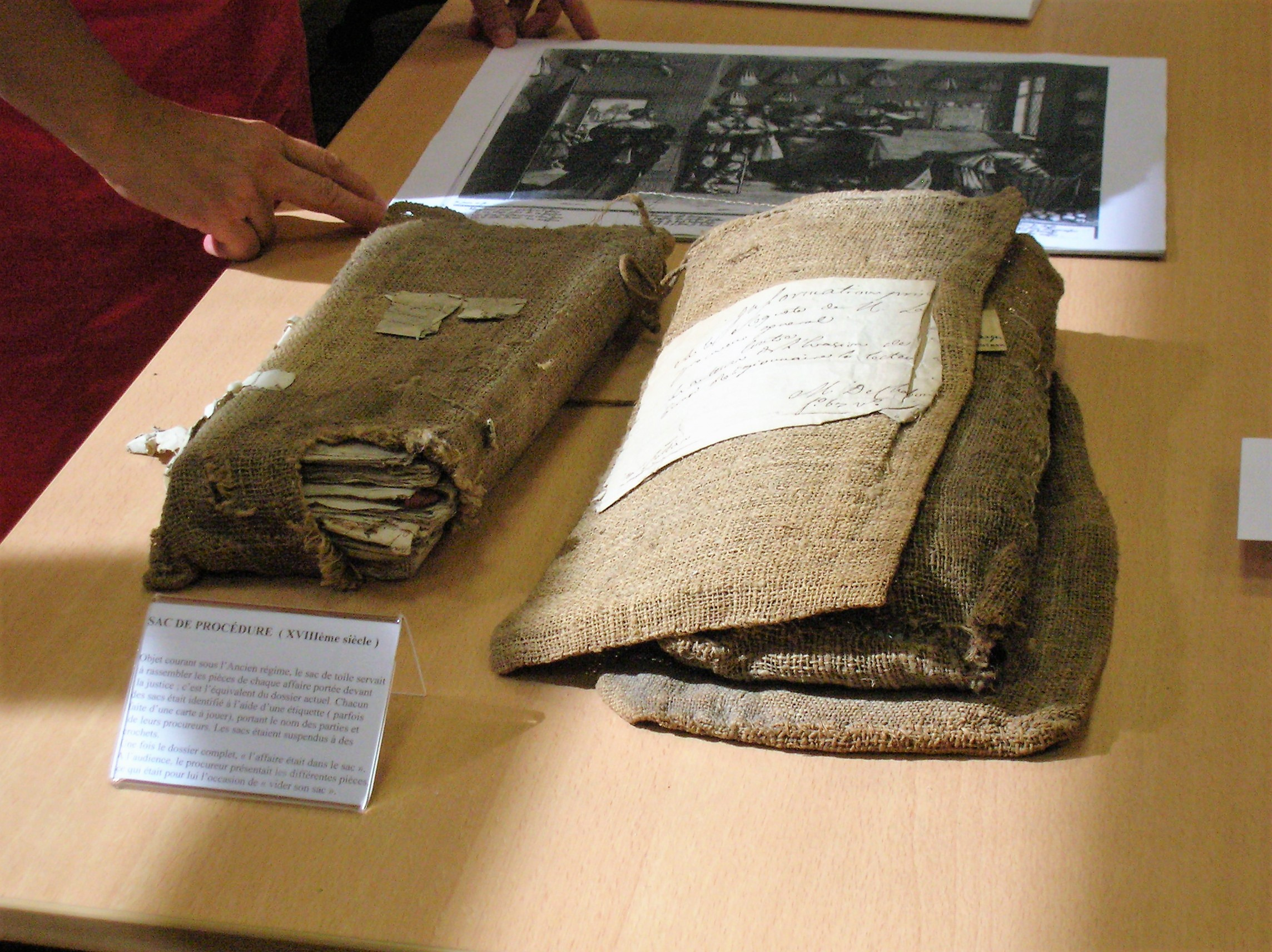
Sacs de procédures conservés aux Archives départementales de l'Isère.

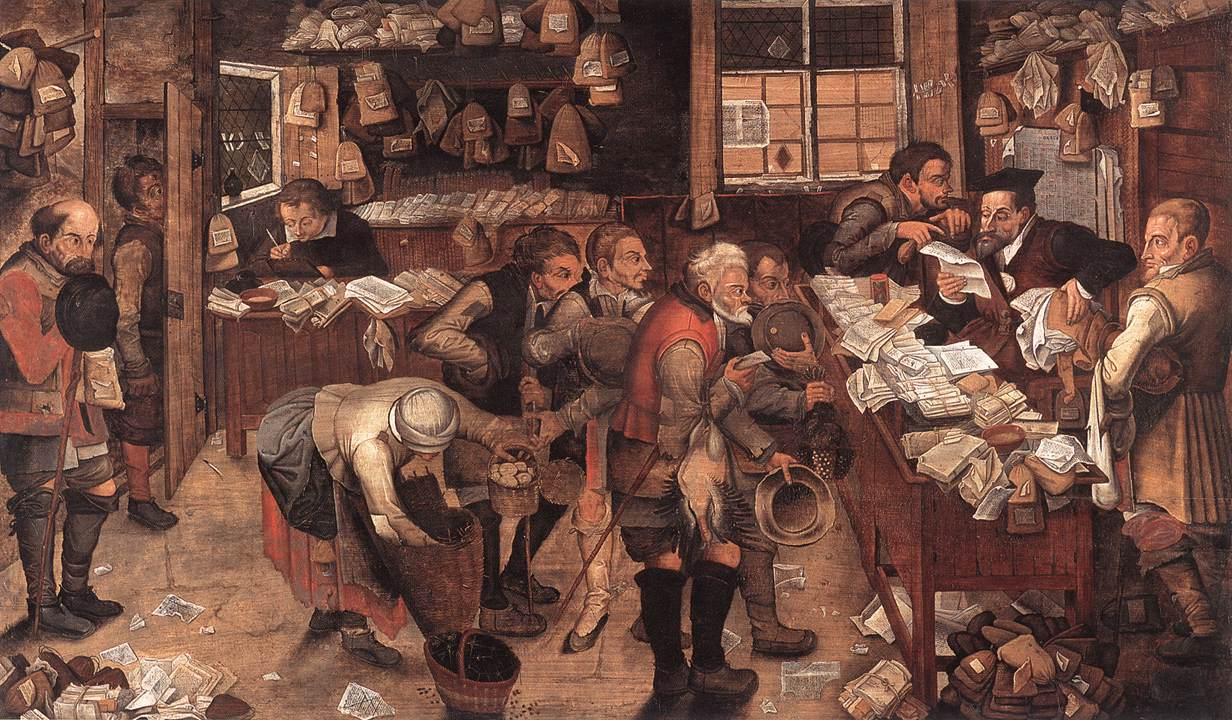
Dans L’Avocat de village (Pieter Brueghel le Jeune, 1621), des sacs gonflés des pièces de procédure, identifiés par une étiquette cousue, sont pendus à des crochets derrière le bureau de l'avocat et du clerc.

Un sac à procès, ou plus rarement[réf. nécessaire] sac de procès, est un sac en toile de jute, de chanvre ou en cuir qui était utilisé sous l'Ancien Régime, lors des affaires judiciaires, pour contenir tous les éléments du dossier à des fins d'archivage.
Il contenait :
- dépositions et requêtes ;
- copies des pièces, signées des procureurs ;
- pièces à conviction.

Une fois l'affaire terminée, ces différentes pièces étaient rassemblées et suspendues dans le sac fixé par un crochet à un mur ou une poutre (d'où l'expression « une affaire pendante ») pour que les documents ne soient pas détruits par les rongeurs. Ces sacs étaient placés dans le cabinet de l'avocat ou les greffes de chaque juridiction.
L'expression « l'affaire est dans le sac » signifiait que le dossier judiciaire était prêt et que l'ensemble des pièces était archivé dans le sac scellé. Pour l'audience, le sac était descendu et le procureur (avocat) pouvait plaider devant la cour et « vider son sac » en sortant les pièces nécessaires à sa plaidoirie. L'avocat ou le procureur rusé qui savait bien exploiter toutes ces pièces est à l'origine de l'expression « avoir plus d’un tour dans son sac ».
La pièce de Racine intitulée Les Plaideurs (1668) s'ouvre sur l'entrée de « Petit-Jean, traînant un gros sac de procès ».